# Sokol Bishanaku
Sokol Bishanaku (ur. 2 czerwca 1971 w Szkodrze) – albański sztangista, olimpijczyk z Barcelony.
Uczestniczył w mistrzostwach Europy w 1991, a także w mistrzostwach świata w 1999 roku. Nie wywalczył na tych czempionatach żadnego medalu. W 1992 brał udział w letnich igrzyskach olimpijskich w Barcelonie. W swojej kategorii wagowej (do 67,5 kg) zajął 11. pozycję, uzyskując 290 kg w dwuboju.

## Osiągnięcia
| Rok  | Zawody                      | Miasto                 | Miejsce | Kategoria | Wynik    | Źródło |
| ---- | --------------------------- | ---------------------- | ------- | --------- | -------- | ------ |
| 1991 | Mistrzostwa Europy          | Władysławowo           | 8.      | 67,5 kg   | 270 kg   | [ 4 ]  |
| 1991 | Igrzyska śródziemnomorskie  | Ateny                  | 6.      | 67,5 kg   | 280 kg   | [ 5 ]  |
| 1992 | Letnie igrzyska olimpijskie | Barcelona              | 13.     | 67,5 kg   | 282,5 kg | [ 3 ]  |
| 1993 | Igrzyska śródziemnomorskie  | Langwedocja-Roussillon | 8.      | 76 kg     | 300 kg   | [ 6 ]  |
| 1997 | Igrzyska śródziemnomorskie  | Bari                   | 7.      | 83 kg     | 180 kg   | [ 7 ]  |
| 1999 | Mistrzostwa świata          | Ateny                  | 31.     | 85 kg     | 342,5 kg | [ 8 ]  |